# シモン・キンバング
シモン・キンバング（フランス語:Simon Kimbangu、1889年 - 1951年10月12日）は現コンゴ民主共和国のムバンザ・ヌグングから北に50km離れたンカンバ村生まれの宗教指導者である。20世紀前半に中央アフリカ地域で起こった宗教運動のキンバンギズムの創始者であり、その後キンバンギズムは「預言者シモン・キンバングの教えに従った地上のイエス・キリスト教会（フランス語:l'Eglise de Jésus-Christ sur la terre par le prophète Simon Kimbangu）」として広まった。

## 生い立ち
母と父は幼い頃に亡くしており、祖母に育てられていた。バプテスト教会の小学校に通い、1915年に洗礼を受けた。1914年から1918年にかけて妻との間に3人の子供を残し、子供たちはキンバングの死後、教会を継ぐ存在となった。

## 経歴
小学校で洗礼を受けた後は、ハプテスト教会のコックやカテキスタなどを行い数年間働いていた。1918年に、「私はキリストだ。私のしもべは不誠実なのでお前を私の証人として選んだ。人々の世話をせよ」という声を繰り返し聞くが、自分には学がないという理由で断り続け、またこの声から逃げるためにキンシャサへ向かったがこの声は続き、ンカンバへと戻った。 1921年には重病の女性を自分の手を置くだけで治すなどの奇跡を起こし、それをきっかけに彼の名は広く知られるようになり、ンカンバはニューエルサレムと呼ばれるようになった。植民地支配と白人支配の終焉の予言などを行い、ンカンバに遠くからはフランス領コンゴやアンゴラなどの場所からアフリカ人が集まり始め、既存の欧州からやってきた教会に満足のいかない人やプランテーションなどで働く人々から熱烈に支持された。この運動を不安に感じたベルギーの植民地当局は彼を指名手配し1921年9月に反ヨーロッパ感情を煽り治安危機を発生させたなどとして逮捕された。同年10月に行われた裁判において、同年の5月と6月に駐留していた師団の管理者を襲撃したことや国家の安全保障への侵害などを根拠に死刑を宣告されたが、嘆願書の提出によってアルベール一世により無期懲役に減刑され、その後30年間服役する。刑務所では物静かな様子であったと伝わる。1951年10月12日にルブンバシの刑務所で死亡する。彼の弟子たちの中には1951年の10月14日に復活したと主張する者もいる。

## 影響
彼の死後の1957年には末っ子であるジョセフ・ディアンギエンダが複数に別れていたキンバギズムの宗教を集め、「預言者シモン・キンバングの教えに従った地上のイエス・キリスト教会」を設立した。生前にはディアンギエンダが後継者になると言及しており、1948年にディアギエンダがキンバングに面会した際には後継に指名されていた。。
1960年にコンゴ民主共和国が独立すると、キンバング教と政府は強い関わりを持つようになり、1991年にはモブツ・セセ・セコ大統領はキンバングを赦免し勲章を授与した。ラエリアンムーブメントでは聖人として扱われている。